# Alzheimer's Research Trust
L'Alzheimer's Research Trust est une association anglaise fondée en 1992, ayant pour but la recherche de traitement et de moyens de préventions contre la maladie d'Alzheimer.
ARUK finance des études scientifiques pour trouver des moyens de traiter, guérir ou prévenir toutes les formes de démence, y compris la maladie d'Alzheimer, la démence vasculaire, la démence à corps de Lewy et la démence frontotemporale.
En 2019, Alzheimer's Research UK a financé 139 projets de recherche au Royaume-Uni et à l'étranger, et a engagé plus de 117 millions de livres sterling dans la recherche sur la démence.
Alzheimer's Research UK est membre de l'Association of Medical Research Charities.